# Krzysztof Jakubik (sędzia piłkarski)
Krzysztof Jakubik (ur. 20 lipca 1983 w Siedlcach) – polski sędzia piłkarski (Mazowiecki ZPN), sędzia Ekstraklasy (od 2012) i międzynarodowy (od 2017).
29 czerwca 2017 zadebiutował jako sędzia międzynarodowy w Lidze Europy UEFA, prowadząc mecz I rundy eliminacji Shkëndija Tetowo – Dacia Kiszyniów.
W maju 2024 został odsunięty przez Polski Związek Piłki Nożnej od sędziowania z powodu oskarżeń o psychiczne i fizyczne znęcanie się nad konkubiną.

## Mecze sędziowane w Lidze Europejskiej UEFA
| Runda              | Data       | Mecz                                   |           |   |           |
| ------------------ | ---------- | -------------------------------------- | --------- | - | --------- |
| I runda eliminacji | 29.06.2017 | Shkëndija Tetowo 3 – 0 Dacia Kiszyniów | 2 (1 + 1) | 0 | 1 (1 + 0) |
| Razem              | -          | 1                                      | 2         | 0 | 1         |